# 林斑小鸮
林斑小鸮（學名：Athene blewitti），鴟鴞科小鴞屬的一種，於印度中部繁殖生活。自1884年最後一次觀察到此鳥後，一直要到113年後的1997年才再現人世。自1997年起被IUCN紅色名錄列為極危物種，估計當時種群數目不多於250頭；但隨著在不同地點發現細小的群體，其預測數目亦持續上升，直至2018年降為瀕危級別。

## 分佈
自1872年收集到首具標本後，整個19世紀也只共收集到7個標本，地點包括馬哈拉施特拉邦北部、中央邦東南部及奧里薩邦西部等地區，一直到1884年，有關此鳥的紀錄便開始停止。不少關注亞洲鳥類的生物學家一直希望能夠找回，但都一無所獲。直至1997年，歷經超過100年後才打破這個宿命。1997年11月，一群美國鳥類學家，包括帕米拉·拉斯缪森（Pamela C. Rasmussen）等，在孟買東北部，索德布爾山脈（Satpura Range）的山腳附近重新紀錄到此鳥，並拍下照片及影像，林斑小鴞再現人世。2000年一次在14個林區的野外搜索中，在其中4個地區共發現至少25頭林斑小鴞，主要是在一些偏遠山脈上。歷史上曾有紀錄的奧里薩邦西部則再沒有任何發現。隨著越來越多的大型搜索，多個印度中部地區也陸續發現此鳥。

## 命名
林斑小鴞的種加詞 blewitti 完全繼承自第一個收集到此鳥標本的收藏家──F. R. Blewitt。1872年12月他在印度中央邦東部的一個稱作 Busnah-Phooljan 的地方收集得到，並隨即交到當時在印度工作的英國官員艾倫·屋大維·休姆手上，於1873年發表了有關描述。

## 描述
林斑小鴞小而矮壯，全長僅約23cm，是一種很標準的小型貓頭鷹，没有耳状羽，飛羽及尾羽均有清晰條紋，白色羽毛則點綴蔓延。日行性，常於光禿禿的樹幹上棲息，因此易於觀察。 與橫斑腹小鴞（Athene brama）不同，其头部及背部上的斑點較稀少疏落。胸部近乎全是深褐色，兩邊帶有條紋，下胸正中則沒有花紋。黑色的胸骨在飛行時清晰易見。有一雙白色大爪，灰白面盤，黃色曈孔。

## 行為
林斑小鴞常在其棲息地點靜候獵物的出現。休息時會把尾羽快速地左右輕彈，當追捕獵物時則擺動得更快。寒冬時，牠們會聚在樹頂曬太陽取暖。一些研究指出其獵物當中有60%是蜥蜴、15%為齧齒目、2%鳥類，餘下為一些無脊椎動物及青蛙等。在結成伴侶後，雌性負責照顧幼小，雄性則外出覓食。幼鳥需約30至32天才完全換羽。一些雄鳥為了接管已結成伴侶的雌鳥，會有殺嬰的行為。

## 保護現狀
自1997年重新發現林斑小鴞起，在IUCN紅色名錄中一直列為極危物種，估計總個體數目在250頭以下，一直以來都是一種稀有種。對比起首次捕獲的標本是在密林之中，近年的觀察紀錄都來自空曠林地──一種相對不理想的棲息環境。相信與當地的純林被逐步割離，林區減少有明顯關係。但隨著在不同地點發現細小的群體，其預測數目亦持續上升，直至2018年降為瀕危級別，但整體趨勢仍因棲息地被破壞而不表樂觀。

## 外部連結
- （英文） 林斑小鴞再發現的故事
- （英文） 113年後再次發現林斑小鴞PDF